# Dido Elizabeth Belle
Dido Elizabeth Belle (giugno 1761 – luglio 1804) fu una gentildonna inglese.

## Biografia
Dido Elizabeth Belle nacque in schiavitù nelle Indie occidentali britanniche, figlia illegittima della schiava africana Maria Belle e dell'ufficiale Sir John Lindsay. Nel 1765 si trasferì in Inghilterra con i genitori e fu battezzata nel novembre 1766 a Bloomsbury. Non fu riconosciuta dal padre e le fu dato quindi il cognome materno.
Crebbe a Kenwood House, allevata dallo zio William Murray, I conte di Mansfield insieme alla cugina Lady Elizabeth Murray; il ruolo esatto della giovane mulatta all'interno della famiglia non è chiaro, ma fu probabilmente una dama di compagnia della cugina. Ricevette una buona educazione e svolse anche mansioni da segretaria per Lord William. Alla sua morte lo zio le avrebbe lasciato cinquecento sterline e una rendita di altre cento sterline annue.
Nel marzo 1782 sposò l'immigrato francese Jean Louis Charles Davinière, con cui ebbe almeno tre figli: i gemelli Charles e John nel 1795 e William Thomas nel 1802. Morì nel 1804 all'età di 43 anni.

## Nella cultura di massa
Dido Elizabeth Belle ha ricevuto grande attenzione da parte degli storici in quanto rarissimo caso ben documentato della vita di una donna mulatta nell'Inghilterra del XVIII secolo. Inoltre è la protagonista del film La ragazza del dipinto, diretto da Amma Asante nel 2013, in cui Dido Elizabeth Belle è stata interpretata dall'attrice Gugu Mbatha-Raw.